# Impresario Dotcom
Impresario Dotcom je opera buffa o jednom dějství a čtyřech obrazech slovenské skladatelky Ľubici Čekovské (nar. 1975) na italské libreto, které napsala italská, v Německu působící dramaturgyně a divadelní vědkyně Laura Oliviová (nar. 1958) podle komedie Carla Goldonio Impresário ze Smyrny z roku 1761. Poprvé byla uvedena ve zkrácené podobě 20. srpna 2020 na festivalu v Bregenzi.

## Vznik a charakteristika opery
Myšlenka na komickou operu Čekovskou zaměstnávala již od premiéry její předchozí opery Dorian Gray roku 2013. Zakázka na Impresaria Dotcom přišla společně od Bregenzského festivalu a od Slovenského národního divadla spolu s nakladatelstvím Bärenreiter Verlag. Opera vznikala ve spolupráci mezi skladatelkou Čekovskou, libretistkou Oliviovou, dramaturgem Olafem A. Schmittem a režisérkou Elisabeth Stöpplerovou od roku 2015, libreto bylo hotovo roku 2018 a kompozice trvala dva roky.
Děj Impresaria Dotcom se opírá o Goldoniho předlohu jen volně. Zpěváci v Goldoniho komedii představovali určité typy, což libreto Oliviové posunulo ještě tím, že jednotliví zpěváci vystupují pod jmény svých „parádních“ rolí ze slavných oper: Orfeus z Gluckova Orfea a Eurydiky, Olympia z Offenbachových Hoffmannových povídek, Carmen z Bizetovy stejnojmenné opery, Violetta z Verdiho Traviaty a Tamino z Mozartovy Kouzelné flétny. Titulní postava Aliho, impresária ze Smyrny, byla přeměněna na činoherní roli „impresária Dotcoma“ a orientální motiv obsažený v předloze byl záměrně potlačen.
Libretistka o díle řekla: „Goldoniho Impresário zo Smyrny mi dal strukturu, ale příběh, který vyprávíme, je nový a zasazený do současnosti.“ Základ děje zůstal stejný: pět zpěváků – a vedle nich milovník opery a rádoby operní agent hrabě Lasca – se uchází o angažmá ve zbrusu nové opeře, a snaží se proto přesvědčit o svých přednostech (a nedostatcích svých konkurentů) impresária Dotcoma; přitom mají různé vlastní touhy, problémy i nevyřešené vzájemné vztahy. Novodobý děj se odehrává na letišti a pak v hotelové suitě. Po nejrůznějších absurdních úkolech, které impresário zpěvákům dychtícím po angažmá ukládá a ve kterých se snaží předčit jeden druhého – z nich nejobtížnějším je, aby každý svou „vlastní“ árii zpívali všichni najednou – je posledním: spojit se a vést nové divadlo jako kolektiv. Tento úkol však na sobeckých zájmech ztroskotá… Impresário všem slíbí angažmá – a zmizí. Autorky se snažily, vedle fraškovitého humoru, zachytit i skutečné pocity umělců snažících se uspět na trhu s uměním i to, že zpívání (už podle Goldoniho) „je věcí života a smrti“.
V hudebním zpracování vychází hudba jednotlivých postav z jejich slavných árií; postupně je však dekonstruována, fragmentována, aby ukázala charaktery postav za jejich rolemi. „Pro mne bylo v této skladbě zvláště důležité nechat postavy vystupovat se svými áriemi z operního repertoáru, reagovat na to mým vlastním hudebním jazykem a rozvinout jednotlivé archetypy do skutečných charakterů. […] Skladatelskou výzvou bylo pracovat s historickými prvky bez upadnutí do přílišného eklekticismu,“ říká Čekovská. Hudba spojená s „impresáriem Dotcomem“ je naopak ryze moderní, robotická nebo počítačová.
Opera byla plánována pro Bregenzský festival. Po několika odloženích se připravovalo její provedení v létě roku 2020, festival však byla značně redukován v důsledku pandemie covidu-19, a i když byl Impresario Dotcom skutečně uveden, byly nutné značné změny. Představení se (kvůli nutným rozestupům mezi diváky) přesunula z malého Vorarlberského zemského divadla do řádově většího Bregenzského festivalového divadla. Připravené dekorace nebylo možné použít a bylo nutné přijít s novým scénickým řešením; rovněž orchestr Slovenského národního divadla nemohl přijet a zastoupil jej místní Symphonieorchester Vorarlberg. Hygienická pravidla neumožňovala udělat přestávku, a proto opera musela být redukována na jedenapůlhodinový útvar bez přestávky („bregenzská verze“). Podobně bylo nutné upravit rozestupy mezi hudebníky v orchestřišti i scénickou akci postav na jevišti, vyřešit akustické problémy v mnohem větším a diváky nenaplněném prostoru apod. Odehrála se pouze dvě představení (což bylo již v původním plánu). Záznam světové premiéry odvysílalo Ö1 Radio 8. září 2020.
Premiérová inscenace Impresaria Dotcom byla určena i pro Slovenské národní divadlo a plánuje se zde uvedení původní, neredukovaného znění opery po odeznění protiepidemických opatření. Podobně inscenace v německém Essenu, která měla mít premiéru 13. března 2021, byla prozatím zrušena.

## Kritický ohlas

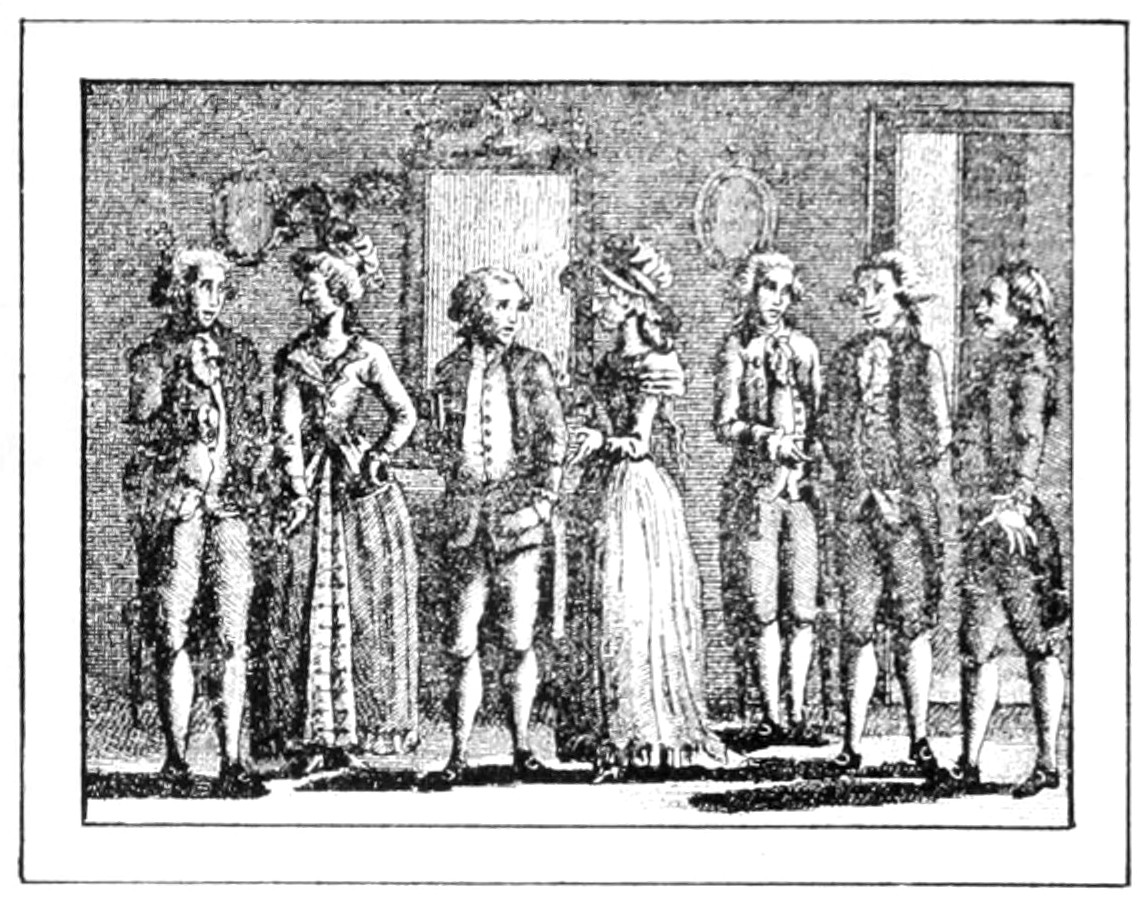
Dobová rytina znázorňující scénu z 2. dějství Goldoniho Impresária ze Smyrny

O uvedení opery slovenské, mediálně známé skladatelky na prestižním festivalu s uznáním referovala slovenská média; ohlas měla rovněž v rakouských, německých, švýcarských a italských sdělovacích prostředcích. Při odpadnutí běžného sezónního i většiny letního festivalového provozu klasické hudby kvůli pandemii covidu-19 roku 2020 byla světová operní premiéra výjimečnou událostí; recenze v deníku Frankfurter Allgemeine Zeitung byla také nadepsána Konečně veselá koronová opera. Kvůli výjimečným okolnostem a tomu, že dílo nemohlo být uvedeno v původně zamýšlené podobě, se kritika vyjadřovala obezřetně.
Zmíněný FAZ zveřejnil bezvýhradně kladnou recenzi Wernera M. Grimmela, který oceňuje „tonálně zbarvenou, jazzovými obratně okořeněnou, velmi gestickou hudbu“. „Báječně pokřivený valčík, originálně instrumentované události nebo karikaturně aranžovaný doprovod svědčí o překypující zvukové fantazii. Všechno slouží vždy textu a jevišti. Citáty z áriového repertoáru jednotlivých protagonistů jsou brilantně zapracovány do kontextu groteskní koláže. […] Zpěvní partie jsou vděčné. Jejich moderní buffové vedení, jež má sklon ke zvukové komice, umí využít italský jazyk libreta a prozrazuje skutečné nadání pro skurilní humor.“
Jiní recenzenti však tento optimismus nesdíleli. Jörn Florian Fuchs v BR Klassik ve své recenzi nadepsané „matná operní novinka“ píše: „Bohužel se objednaný kus Impresarion Dotcom ukázal být dosti nepovedenou záležitostí“. Katharina von Glasenapp v časopisu Schwäbische shledal tuto operu „chudou na substanci“, Stefan Ender v deníku Der Standard „hudebně málo závažnou“, podle Wolfa-Dietera Petera v neue musikzeitung je „bez hudebnědramatického vtipu“. Maria Pfeifer Steinerová v Kultur-Online klade umělecký neúspěch díla za vinu libretistce, jejíž „transformace [látky] do dnešní doby se nezdařila“, a proto celek dopadl jako „bezútěšná nonsensní historka“, v níž jednotlivé postavy „beze smyslu bloudí ve vyprávěném příběhu“. I Fuchs tvrdí, že vedle slovního humoru se v libretu střídají „příšerně banální a zase zamotaně přeintelektualizovaná místa“; podle Petera se Oliviové nedaří z námětu vykřesat „žádné jevištně účinné jiskření“. Silvia Thurnerová v Kulturzeitschrift se naopak práce libretistky zastává, oceňuje spíše tragikomické než skutečně buffózní zpracování námětu a nakousnutí vážných témat, avšak podle ní „hudba Ľubici Čekovské i režisérka Elisabeth Stöpplerová věnovaly málo úsilí, aby příběhu v této formě dodaly větší smysluplnosti;“ její recenze nese nadpis „Opera Ľubici Čekovské „Impresario Dotcom“ chtěla mnoho, ale dosáhla málo“.
V hudbě našli recenzenti zajímavé nápady, například v tom, jak „zlomyslně a s potěšením“ Čekovská přepracovává známé operní melodie; její hudba se prý nachází „mezi bleším cirkusem a zrcadlovým bludištěm“. Mnoho však shledávalo, že se hudební nápady brzy vyčerpaly: „tato myšlenka [dekonstrukce slavných árií] se dost brzy vyčerpala, neboť citáty a hudební demontáž se brzy staly průhlednými … [vrcholné dějové okamžiky] nebyly hudebně vyjádřeny a zůstaly tak doslovně viset na povrchu“ (Turnerová); „nad [nápad s dekonstrukcí slavných árií] však běží hudba naprázdno, jde málo do hloubky“ (Bettina Kuglerová ve švýcarském St. Galler Tagblatt); „[Čekovská] k tomu dodává neklidné zvuky s četnými změnami tempa, ale vše v základní náladě, která se rychle se vyčerpá. Zdá se, že jejím mottem je hlavně rychle od jedné zvukové figury k druhé“ (Fuchs); „navíc žertování slovenské skladatelky rychle unavilo“ (Ender); „jen to nejtěžší se nezdařilo – hudební vtip nezazněl“ (Peter).

## Osoby a první obsazení
| osoba                     | hlasový obor         | premiéra (20. 8. 2020) |
| ------------------------- | -------------------- | ---------------------- |
| Impresario Dotcom         | mluvená/tančená role | Zeynep Buyraç          |
| Hrabě Lasca, operní agent | baryton              | Christoph Pohl         |
| Orfeo                     | kontratenor          | Hagen Matzeit          |
| Olympia                   | koloraturní soprán   | Eva Bodorová           |
| Carmen                    | mezzosoprán          | Tereza Kružliaková     |
| Violetta                  | dramatický soprán    | Adriana Kučerová       |
| Tamino                    | tenor                | Simeon Esper           |
| Dirigent:                 | Dirigent:            | Christopher Ward       |
| Režie:                    | Režie:               | Elisabeth Stöppler     |
| Scéna:                    | Scéna:               | Hermann Feuchter       |
| Kostýmy:                  | Kostýmy:             | Nicole Pleurer         |
| Videoprojekce:            | Videoprojekce:       | Fabio Stoll            |

## Instrumentace
Flétna (pikola), hoboj (anglický roh), klarinet (basklarinet), fagot (kontrafagot); lesní roh, trubka, pozoun, tuba; tři bicí soupravy, ukulele, harfa, klávesy; 1. a 2. housle, viola, violoncello, kontrabas.